# Clémence Calvin
Clémence Calvin (Vichy, 17 de mayo de 1990) es una deportista francesa que compite en atletismo, especialista en las carreras de fondo y en la prueba de maratón.
Ganó dos medallas de plata en el Campeonato Europeo de Atletismo, en los años 2014 y 2018.

## Palmarés internacional
| Campeonato Europeo | Campeonato Europeo | Campeonato Europeo | Campeonato Europeo |
| Año                | Lugar              | Medalla            | Prueba             |
| ------------------ | ------------------ | ------------------ | ------------------ |
| 2014               | Zúrich (Suiza)     | Medalla de plata   | 10 000 m           |
| 2018               | Berlín (Alemania)  | Medalla de plata   | Maratón            |